# Convención Americana sobre Derechos Humanos
La Convención Americana sobre Derechos Humanos (CADH; también llamada «Pacto de San José») fue suscrita, tras la Conferencia Especializada Interamericana de Derechos Humanos, el 22 de noviembre de 1969 en la ciudad de San José en Costa Rica y entró en vigencia el 18 de julio de 1978. Es el tratado más importante del sistema interamericano de promoción y protección de los derechos humanos.
La Convención establece en el artículo 1.1 la obligación general de respetar y garantizar los derechos humanos allí establecidos sin discriminación. Asimismo, en el artículo 2 señala que si el ejercicio de tales derechos y libertades no estuviese ya garantizado por disposiciones legislativas o de otro carácter, los Estados partes están obligados a adoptar medidas legislativas o de otro carácter que fueren necesarias para hacerlos efectivos
Además, dispone la obligación, para los Estados partes, del desarrollo progresivo de los derechos económicos, sociales y culturales contenidos en la Carta de la Organización de los Estados Americanos.
La Convención establece, como medios de protección de los derechos y libertades, dos órganos para conocer de los asuntos relacionados con el cumplimiento de la Convención: la Comisión Interamericana de Derechos Humanos y la Corte Interamericana de Derechos Humanos.
A la fecha, 23 Estados son parte de la Convención: Argentina, Barbados, Bolivia, Brasil, Chile, Colombia, Costa Rica, Dominica, Ecuador, El Salvador, Granada, Guatemala, Haití, Honduras, Jamaica, México, Nicaragua, Panamá, Paraguay, Perú, República Dominicana, Surinam y Uruguay.
Trinidad y Tobago renunció a la Convención Americana sobre Derechos Humanos por medio de un comunicado dirigido al secretario general de la OEA el 26 de mayo de 1998, surtiendo efecto el 28 de mayo de 1999. Igualmente lo hizo Venezuela en el 2012, surtiendo efecto el 10 de septiembre de 2013.
Entre otros instrumentos, ha sido complementada con dos protocolos adicionales:
- Protocolo Adicional a la Convención Americana sobre Derechos Humanos relativo a los Derechos Económicos, Sociales y Culturales (Protocolo de San Salvador),[6] el cual fue adoptado el 17 de noviembre de 1988 y entró en vigor el 16 de noviembre de 1999, siendo el tratado regional más importante en la materia.[7] Ha sido firmado por 20 Estados y ratificado por 18.[8]
- Protocolo a la Convención Americana sobre Derechos Humanos relativo a la Abolición de la Pena de Muerte, suscrito el 8 de junio de 1990. Ha sido ratificado por 13 Estados.[9]

Estos dos protocolos cuentan con diversos grados de ratificación por parte de los Estados del continente.

## Creación
Previo al "Pacto de San José de Costa Rica", se habían establecido otras piezas legales para la protección de los derechos del hombre, entre estos podemos destacar la Conferencia Interamericana sobre los Problemas de la Guerra y de la Paz, está el texto oficial de dicha conferencia celebrada en México en los meses de febrero y marzo de 1945, se proclama la adhesión de las repúblicas americanas a los principios consagrados para la vigencia de los derechos esenciales del hombre y se encomendó al comité Jurídico Interamericano la redacción de un ante proyecto de declaración de los derechos y deberes internacionales del hombre. Este comité presentaría el fruto de su trabajo durante la Novena Conferencia Internacional Americana y sería aprobada la Declaración Americana de los Derechos y Deberes del Hombre como un instrumento de carácter no obligatorio, como una mera declaración. 
También la conferencia aprobó la resolución número XXXI mediante la cual recomendó que el Comité Jurídico Interamericano elaborara un proyecto de Estatuto para la creación y funcionamiento de una Corte Interamericana destinada a garantizar los derechos del hombre, "ya que no hay derecho propiamente asegurado sin amparo de un tribunal competente". Esta es la primera vez en la historia de los derechos humanos en el continente americano en la cual se menciona de manera directa un organismo jurídico para regular los derechos humanos. 
En la quinta reunión de consulta de ministros de Relaciones Exteriores, se creó la Comisión Interamericana de Derechos Humanos, organismo que estaría reafirmado y con funciones más claras en la redacción de la Convención. 
La Conferencia Interamericana Especializada sobre derechos Humanos, nacería en San José, Costa Rica, del 7 al 22 de noviembre de 1969, adoptando la Convención Americana sobre Derechos Humanos o "Pacto de San José de Costa Rica". La promoción y protección internacional de los derechos humanos de la población americana era el trabajo de instrumentos de naturaleza declarativa por lo que ninguna acción de dichos instrumentos u organismos era realmente vinculante para los Estados. Luego de la entrada en vigor de la Convención Americana el año 1978, la evolución normativa del sistema de protección de los derechos humanos en América se vería completa. Ya no lo hará sobre instrumentos de naturaleza declarativa sino que lo hará sobre instrumentos que tendrán una base convencional y obligatoria.

## Estructura y significado
Conforme a lo en ella estipulado, la Convención entró en vigor el 18 de julio de 1978. En su redacción actual consta de 82 artículos agrupados en tres partes y estas a su vez en once capítulos. El artículo 1 compromete a los Estados signatarios a reconocer los derechos regulados en la Convención “a toda persona sujeta de su jurisdicción”, lo que supone que no se limita a los ciudadanos ni a los residentes. 

### Primera Parte Deberes de los Estados y derechos protegidos
- El Capítulo I (artículos 1 y 2) aparte de comprometer a los Estados a respetar lo estipulado en la Convención les insta a crear leyes acorde a lo establecido.
- El Capítulo II (artículos 3 al 25) enumera los derechos civiles y políticos.
- El Capítulo III (artículos 26) este capítulo de artículo único sobre los derechos económicos, sociales y culturales cita el compromiso de los Estados a crear legislaciones “que se derivan de las normas económicas, sociales y sobre educación, ciencia y cultura, contenidas en la Carta de la Organización de los Estados Americanos”. Aunque, no enumera ni desarrolla estos derechos a diferencia de los derechos civiles y políticos.

- El Capítulo IV (artículos 27 al 31) explica la suspensión de garantías, la interpretación y la aplicación de todo lo establecido en la Convención.
- El Capítulo V (artículo 32) establece los deberes de las personas.

### Segunda Parte Medios de protección
- El Capítulo VI (artículo 33) crea los órganos responsables por velar por la protección y promoción de los Derechos Humanos: la Comisión Interamericana de los Derechos Humanos y la Corte Interamericana de los Derechos Humanos.
- El Capítulo VII (artículos 34 al 51) dicta la organización, funciones, competencia y procedimiento de la Comisión

Interamericana de los Derechos Humanos. 
- El Capítulo VIII (artículos 52 al 69) dicta la organización, funciones, competencia y procedimiento de la Corte Interamericana de los Derechos Humanos.
- El Capítulo IX (artículos 70 al 73) menciona las disposiciones generales de ambas instituciones, como dar la inmunidad diplomática, según el derecho internacional, a los miembros de ambos organismos.

### Tercera Parte Disposiciones transitorias
- El Capítulo X (artículos 74 al 78) sobre la firma, ratificación, reserva, enmienda, protocolo y denuncia.
- El Capítulo XI (artículos 79 al 82) Disposiciones Transitorias relativas a la Comisión y la Corte interamericana.

## Puntos relevantes
Se debe resaltar que uno de los logros en materia religiosa se encuentra en el Artículo 13:

5. Estará prohibida por la ley toda propaganda en favor de la guerra y toda apología del odio nacional, racial o religioso que constituyan incitaciones a la violencia o cualquier otra acción ilegal similar contra cualquier persona o grupo de personas, por ningún motivo, inclusive los de raza, color, religión, idioma u origen nacional.
Artículo 13. Libertad de Pensamiento y de Expresión

## Ratificaciones
Aquí se puede observar información sobre el estado de las ratificaciones y denuncias con fechas actualizadas por Estado de todo el continente americano.
| País                         | Fecha de ratificación                    | Protocolo de San Salvador | Protocolo sobre la pena de muerte | Denuncias                |
| ---------------------------- | ---------------------------------------- | ------------------------- | --------------------------------- | ------------------------ |
| Antigua y Barbuda            | -                                        | -                         | -                                 | -                        |
| Argentina                    | 14 de agosto de 1984                     | 30 de junio de 2003       | 18 de junio de 2008               | -                        |
| Bahamas                      | -                                        | -                         | -                                 | -                        |
| Barbados                     | 5 de diciembre de 1981                   | -                         | -                                 | -                        |
| Belice                       | -                                        | -                         | -                                 | -                        |
| Bolivia                      | 20 de junio de 1979                      | 12 de julio de 2006       | -                                 | -                        |
| Brasil                       | 9 de julio de 1992                       | 8 de agosto de 1996       | 31 de julio de 1996               | -                        |
| Canadá                       | -                                        | -                         | -                                 | -                        |
| Chile                        | 8 de agosto de 1990                      | 28 de julio de 2022       | 4 de agosto de 2008               | -                        |
| Colombia                     | 28 de mayo de 1973                       | 10 de octubre de 1997     | -                                 | -                        |
| Costa Rica                   | 2 de marzo de 1970                       | 9 des septiembre de 1999  | 30 de marzo de 1998               | -                        |
| Cuba                         | -                                        | -                         | -                                 | -                        |
| Dominica                     | 3 de junio de 1993                       | -                         | -                                 | -                        |
| Ecuador                      | 8 de diciembre de 1997                   | 2 de febrero de 1993      | 5 de febrero de 1998              | -                        |
| El Salvador                  | 20 de junio de 1978                      | 4 de mayo de 1995         | -                                 | -                        |
| Estados Unidos               | 6 de enero de 1977                       | -                         | -                                 | -                        |
| Granada                      | 14 de julio de 1978                      | -                         | -                                 | -                        |
| Guatemala                    | 27 de abril de 1978                      | 30 de mayo de 2000        | -                                 | -                        |
| Guyana                       | -                                        | -                         | -                                 | -                        |
| Haití                        | 14 de septiembre de 1977                 | -                         | -                                 | -                        |
| Honduras                     | 5 de septiembre de 1977                  | 14 de septiembre de 2011  | 10 de noviembre de 2011           | -                        |
| Jamaica                      | 19 de julio de 1978                      | -                         | -                                 | -                        |
| México                       | 2 de marzo de 1981                       | 8 de marzo de 1996        | 28 de junio de 2007               | -                        |
| Nicaragua                    | 25 de septiembre de 1979                 | 15 de diciembre de 2009   | 24 de marzo de 1999               | -                        |
| Panamá                       | 8 de mayo de 1978                        | 28 de octubre de 1992     | 27 de junio de 1991               | -                        |
| Paraguay                     | 18 de agosto de 1989                     | 28 de mayo de 1997        | 31 de octubre de 2000             | -                        |
| Perú                         | 12 de julio de 1978                      | 17 de mayo de 1995        | -                                 | -                        |
| República Dominicana         | 21 de enero de 1978                      | -                         | 27 de enero de 2011               | -                        |
| San Cristóbal y Nieves       | 21 de enero de 1978                      | -                         | 27 de enero de 2011               | -                        |
| Santa Lucía                  | -                                        | -                         | -                                 | -                        |
| San Vicente y las Granadinas | 4 de abril de 1991                       | -                         | -                                 | 26 de mayo de 1998       |
| Surinam                      | 12 de diciembre de 1987                  | 28 de febrero de 1990     | -                                 | -                        |
| Trinidad y Tobago            | 4 de abril de 1991                       | -                         | -                                 | 26 de mayo de 1998       |
| Uruguay                      | 26 de marzo de 1985                      | 21 de diciembre de 1995   | 8 de febrero de 1994              | -                        |
| Venezuela                    | 23 de junio de 1977, 31 de julio de 2019 | -                         | 24 de agosto de 1992              | 10 de septiembre de 2012 |